# Antimonur d'alumini
L'antimonur d'alumini (AlSb) és un semiconductor del grup III-V que conté alumini i antimoni.
Es poden fer aliatges amb semiconductors del mateix grup per formar AlInSb, AlGaSb i AlAsSb.
Aquest compost s'utilitza preferentment en dispositius electro-òptics. És un material prometedor per a semiconductors d'alta temperatura com transistors o díodes d'unió P-N a causa d'una banda prohibida de 1.62 eV, també és interessant per millorar el rendiment de les cèl·lules solars.
És un compost bastant inflamable a causa de la tendència reductora de l'anió antimonur (Sb3−). Si es crema produeix òxid d'alumini i triòxid d'antimoni.